# Мирослав Филип
Мирослав Филип (на чешки: Miroslav Filip) е чешки чехословашки шахматист (гросмайстор, 1955), шахматен съдия, спортен журналист.
Добре се представя в първенството на Чехословакия. Във федеративната държава е шампион (1950, 1952, 1954), вицешампион (1953, 1961, 1963), бронзов медалист (1957, 1966).
През 1957 г. на 1-вото отборно първенство на Европа побеждава световния шампион Василий Смислов. През 1962 г. участва в междузоналния турнир в Стокхолм, Швеция, като записва резултат от 14 точки и заема 4-5-о място с Виктор Корчной в крайното класиране.
От 1980 г. прекратява кариерата си на активен шахматист. В турнир за Световната купа 6 пъти е шахматен съдия.
Става журналист – води шахматни предавания по Чехословашката телевизия. Автор е на книги за шахмата.

## Турнирни резултати
- 1956 –  Прага (1 м.)
- 1960 –  Марианске Лазне (1-2 м.)
- 1961 –  Буенос Айрес (1 м.)
- 1975 –  Берн (1 м.)
- 1975 –  Поляница-Здруй (2 м. зад Юрий Разуваев)[1]